# Земляне (группа)
«Земля́не» — советская и российская рок-группа, один из самых заметных коллективов периода «ВИА» в советской музыке, привнесших элементы рок-музыки на советскую эстраду. Наиболее известные и популярные песни: «Красный конь», «Каратэ», «Поверь в мечту», «Каскадёры», «Прости, Земля», «Маленький кораблик», «Трава у дома», «Взлётная полоса», «Путь домой», «Солдатская мать» («Опомнитесь, люди»).

## История

### Первый состав
Изначально, первый состав группы «Земляне» был создан студентами Ленинградского Радиополитехникума в 1969 году.

### 1978—1988: «Земляне» под руководством Владимира Киселёва
В сентябре 1978 года в стенах репетиционной точки Дома культуры им. Дзержинского, покинутой изначальным составом «Землян» по творческим соображениям, оставшийся при начальстве ДК оператор-администратор «Землян» Андрей Большев берёт себе в компаньоны музыканта Владимира Киселёва, ударника и организатора группы «Апрель», с идеей собрать под название «Земляне» других музыкантов, что также устраивало и руководство ДК, лишившегося на тот момент своего ключевого коллектива. Поначалу новый состав группы считали скорее новой версией «Апреля», тем более, что Киселёв пытался оставить своей группе именно это название, но руководство ДК настояло на названии «Земляне» (дабы не менять уже имевшуюся у них атрибутику: афиши, грамоты и иные документы и регалии, связанные с этим названием). В тот период Киселёв с Большевым пытаются найти собственное лицо и имидж новой группы, они меняют стилистику новых «Землян» от советской эстрадной песни до хеви-метал. За всё время в группе всегда играли наиболее сильные и профессиональные музыканты «питерского рока», такие как Игорь Романов, Борис Аксёнов, Юрий Ильченко, Сергей Васильев, Александр Кривцов, Иван Ковалёв, Александр Титов, Валерий Брусиловский, Андрей Круглов и многие другие…
В 1980 году «Земляне» вместе с другими звёздами советской эстрады приняли участие в культурной программе летних Олимпийских игр в Москве, выступление группы вошло в концертную программу «Здравствуй, Олимпиада!», посвящённую играм, и впервые было показано по Центральному телевидению СССР.
Вскоре Владимир Киселёв оставляет роль музыканта-ударника и переключается на административную деятельность. В октябре 1980 года Романов и Киселёв приглашают в группу музыканта Сергея Скачкова в качестве клавишника и одного из вокалистов ВИА (экс: «Какаду», а до этого Скачков играл в созданной им группе «Апрель» — одноимённой группе Киселёва, хотя лично знакомы они тогда не были), ранее вокалистами коллектива были Игорь Дембовский и Виктор Кудрявцев. С этого момента своеобразный тембр голоса Скачкова навсегда определяет характерное и привычное ныне «земляновское» вокальное звучание группы.
Киселёв знакомит группу с композитором Владимиром Мигулей, что приводит к появлению коммерческих хитов. Коллектив записывает такие песни, как «Красный конь», «Каратэ», «Каскадёры», которые становятся всесоюзными хитами. Чуть позже были записаны песни Вячеслава Добрынина и Леонида Дербенёва «Прости, Земля», «А жизнь идёт». Однако «визитной карточкой» коллектива стала песня «Трава у дома». Общий тираж пластинок группы, выпущенных в советское время только фирмой «Мелодия», составил около 15 миллионов экземпляров.
Ансамбль сотрудничал с композиторами Марком Фрадкиным, Владимиром Мигулей, Юрием Антоновым, Вадимом Гамалия, Вячеславом Добрыниным. Тематика текстов «Землян» касалась приключенческой и мужественной романтики, «мужских» профессий — лётчики, спортсмены, каскадёры, космонавты. По сравнению со многими современниками, «Земляне» отличались более тяжёлой музыкой, энергичной подачей материала, экспрессивным поведением на сцене. Фактически «Земляне» исполняли рок, но в официальной прессе того времени их старались не называть рок-группой.

Практикующим металлическим группам — «Круиз», «Группа Гуннара Грапса» и «Земляне» — удалось замечательно сплавить каноны хэви-метал и массовой эстрадной песни, что обеспечило им стабильное положение. Остальные существовали на грани (а иногда и за гранью) запрета…— Артемий Троицкий, музыкальный критик
 (Из книги «Рок-музыка в СССР. Опыт популярной энциклопедии», 1990)
В 1985 году, по мнению прессы, группа «Земляне» находилась в зените своей популярности, на пике славы и успеха. Летом 1985 «Земляне» приняли участие в большой концертной программе «XII международного фестиваля молодёжи и студентов», прошедшего в Москве. На разогреве перед «Землянами» в тех концертах выступали будущие звёзды 90-х — британская группа Everything but the Girl.

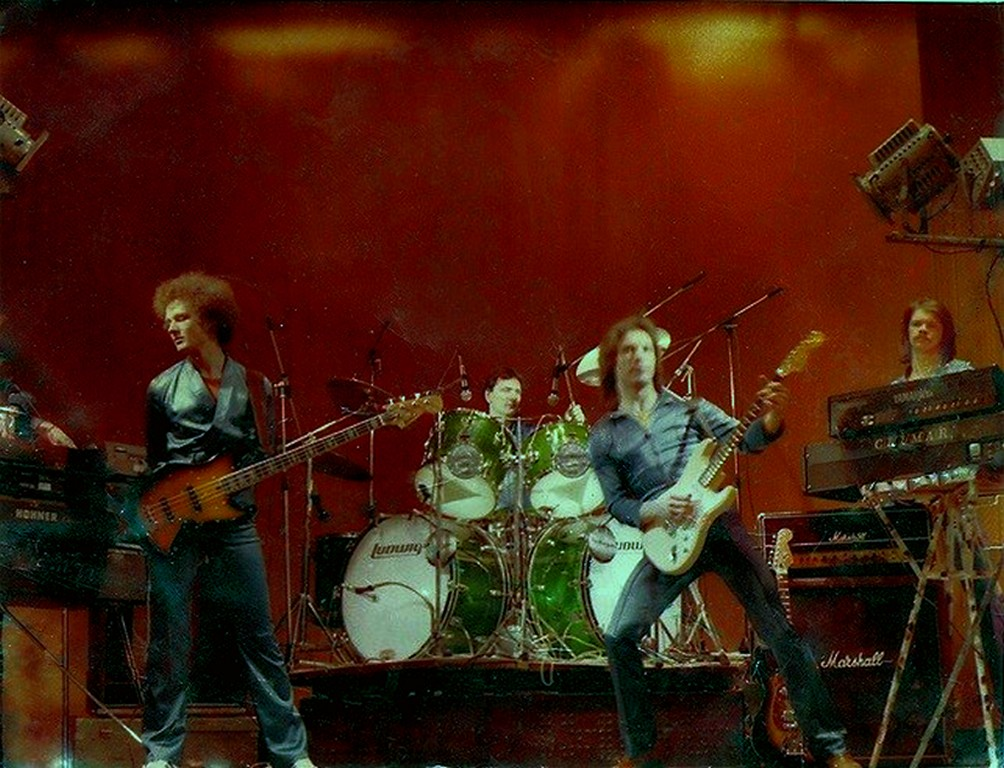
Группа «Земляне», 1980

В октябре 1985 года группу покидает фронтмен и лидер-гитарист Игорь Романов, позднее создавший собственную метал-группу «Союз», а ещё позже ставший гитаристом «Алисы» и переманивший с собой и ударника Валерия Брусиловского. В 1986 году Владимир Киселёв пробует кардинально изменить имидж нового состава: меняются музыканты, готовится новая программа, стилистически близкая к утяжелённым буги-вуги.
В сентябре 1987 года «Земляне» получили Первую премию «За высокий профессионализм» и специальный приз «За лучшее исполнение немецкой песни» на Международном музыкальном фестивале «Шлягер — 87» в Дрездене (ГДР). Всю денежную премию в 2400 марок музыканты перечислили в «Советский фонд мира». В декабре того же года «Земляне» первыми из отечественных рок-групп выступили в СК «Олимпийский» в совместных концертах с зарубежной рок-группой «Uriah Heep».
В августе 1988 года группа выступила на Международном музыкальном фестивале в Сопоте с песнями «Люди дорог» и «Радость и печаль» (музыка и слова Сергея Скачкова).
Осенью 1988 года основатель ансамбля Владимир Киселёв расстаётся с коллективом и организовывает в Ленинграде свой продюсерский центр, где начинает работать с новыми молодыми группами (такими как «Санкт-Петербург», «Русские», «Пассажиры», «Эверест», и др.). Правление «Землянами» переходит в руки администратора Бориса Зосимова (будущий основатель «Муз-ТВ» и «MTV Россия»).

### 1988—1992
В 1989 году группу «Земляне» пригласил для серии выступлений в своем театре в Париже кутюрье Пьер Карден. Выступления в «Театре Пьера Кардена» были организованы совместно с участием звёзд русского балета. Карден за экспрессивность называет их «Восточным Экспрессом» (Orient Express — прообраз названия группы Orient X-press, см. ниже). Группа берёт себе новое название «Восточный Экспресс» и далее выступает под этой вывеской, в частности на фестивале «Монстры рока СССР» (г. Череповец, сентябрь 1989). Имидж группы меняется, основным вокалистом в ней становится Юрий Жучков, а Сергей Скачков покидает группу.
Возвратившийся из заграничного чёса «Восточный Экспресс» в составе: Юрий Жучков — вокал, Сергей Васильев — гитара, Геннадий Мартов — гитара, Юрий Бабенко — бас, Юрий Тюрин — ударные, клавишниками работали Владимир Паирэль и Борис Долгих, Сергей Протодьяконов — директор (бывший директор Борис Зосимов расширил свою деятельность до центра «Biz Enterprises» и телеканалов «Biz-TV» и «Муз-ТВ», с 1998 председатель совета директоров канала «MTV Россия» и АО «PolyGram Россия» — реорганизованного позднее в русское отделение фирмы «Universal Music»); также заявляет себя на родине как «Земляне», выступает так на фестивале «Формула-9» в Ростове на Дону в октябре 1991 года, но в следующем году в свете общих потрясений в стране, также прекращает своё существование.

### «Земляне» под руководством Сергея Скачкова (1990—2007)

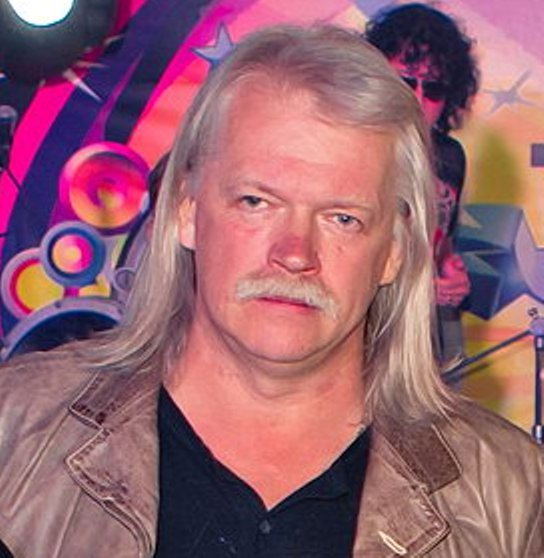
Сергей Скачков — вокалист (1980—2007) и фронтмен (1985—2007) группы «Земляне»

Расставшись с музыкантами «экспрессовской» версии группы, Сергей Скачков в 1990 году пробует объединить усилия по реанимации состава ранних «Землян» с Игорем Романовым, но несмотря на подготовку новой программы и ряд совместных выступлений, это сотрудничество продлилось не долго — Романов прекращает работу в «Землянах» и распускает свою группу «Союз», два музыканта которой (вокалист Валерий Горшеничев и барабанщик Владимир Ушаков) примкнули к составу Скачкова (в команде которого на тот момент также числились: Вячеслав Махренский — гитара, и Юрий Левачёв — бас). В таком виде группа играет до осени 1992 года, после чего коллектив прекращает существование.
После небольшого перерыва с 1992 по 1994 год группу под названием «Земляне» вновь воссоздаёт вокалист Сергей Скачков. Он регистрирует название «Земляне» на имя московского театра песни «Музыкальный магазин». К осени 1995 группа стабилизируется в составе: Сергей Скачков — клавишные, вокал; Юрий Левачев — бас; Геннадий Мартов — гитара (экс: «Рондо», «Восточный Экспресс», группа Игоря Куприянова); Леонид Хайкин — ударные (экс: «Джокер»); Михаил Иванов — клавишные (экс: группа Игоря Саруханова), и «Земляне» вновь начинают гастрольную жизнь. Новая концертная программа была названа «Второй виток вокруг Земли», презентация которой состоялась в московском клубе «Манхэттен экспресс».
В 1996 году обновлённые «Земляне» вместе с другими артистами приняли участие в предвыборном марафоне Президента РФ Бориса Ельцина «Голосуй, или проиграешь», а в октябре 1996 группа дала сольные концерты в Московском театре эстрады.
В октябре 1997 «Земляне» дают сольные концерты в московском ГЦКЗ «Россия», к этому времени за барабанами появился Владимир Роздин (экс: «Мономах»). К августу 1998 в группу приходит «металлический» клавишник Александр Дронов (экс: «Лабиринт», «Круиз», End Zone), а к осени 1999 появляется и новый барабанщик Анатолий Шендеров (экс: Zooom, «Мастер»). С этого момента состав «Землян» надолго остается неизменным, хотя с осени 2001 Дронов и Шендеров помимо «Землян» параллельно активно работали в проекте «Валькирия».
В марте 2004 года бывший руководитель коллектива Владимир Киселёв вновь предложил сотрудничество Сергею Скачкову, и они объединили свои усилия на новом витке развития группы. Также происходят изменения в составе: группу покинули Юрий Левачёв и Александр Дронов, вместо них на басу в группе появился Юрий Белов, а также возвратились бывшие участники «Землян» — гитарист Сергей Васильев (экс: «Восточный Экспресс», Drivers Band) и клавишник Борис Долгих (экс: «Чёрный Кофе», «Восточный Экспресс»).
24 сентября 2005 года в качестве специальных vip-гостей Сергей Скачков и группа «Земляне» совместно с группой «Звери» исполнили свой главный супер-хит «Трава у дома», на церемонии вручения музыкальных наград MTV «RMA — 2005».
В 2006 году Сергеем Скачковым и директором группы «Земляне» Вячеславом Каревым было образовано некоммерческое партнёрство «Центр детско-юношеского творчества „Земляне“». В том же году в группу приходит Андрей Храмов в качестве второго вокалиста и гитариста, в вокальном исполнении которого, группа записывает кавер-версию песни Сэмми Майкла «My Name Is Sammy» под названием «Борсалино» и выпускает одноимённый видеклип.
В ноябре 2006 года «Земляне» отпраздновали своё 30-летие на юбилейных концертах, которые прошли в Государственном Кремлёвском дворце Москвы (07.11.2006), в Ледовом дворце Санкт-Петербурга (09.11.2006) и в московском Спортивно-концертном комплексе «Лужники» (11.11.2006). В этих концертах приняли участие известные зарубежные рок-музыканты из Uriah Heep, Deep Purple, Nazareth, Black Sabbath, Animals, Kingdom Come, Supermax, Smokie, Yes, и многие другие.
В День Победы 9 мая 2007 года, Сергей Скачков и музыканты группы «Земляне» приняли участие в концертной программе, выступив в кульминации театрализованного представления «Жизнь продолжается», к 62-годовщине победы в Великой Отечественной войне, на Дворцовой площади Санкт-Петербурга.
В августе 2007 года НП ЦДЮТ «Земляне» становится правообладателем бренда «ЗЕМЛЯНЕ», Сергей Скачков вместе с другими участниками покидает группу «Земляне» и начинает сольную карьеру. Руководство группой переходит к основателю «Землян» Владимиру Киселёву.

### Конфликт правообладателей и группы-двойники
Как и у многих ВИА 1970—1980-х, у группы «Земляне» были составы-двойники, также претендующие на это название. Из-за несовершенства правовой базы в 1990-х бывшие участники группы выступали под данным названием уже тогда. По словам Сергея Скачкова, составы-двойники и вовсе зачастую использовали его фонограммы.
В сентябре 2008 года ООО «Продюсерский центр „Ординар ТВ“», генеральным директором которого являлся Владимир Киселёв, подало заявку в Роспатент на регистрацию бренда «ЗЕМЛЯНЕ» (зарегистрирован в феврале 2010 года), а в декабре 2008 года по заявлению ООО «Продюсерский центр „Ординар ТВ“», Роспатент прекратил действие бренда «ЗЕМЛЯНЕ», правообладателем которого являлось НП ЦДЮТ «Земляне» (учредители — Вячеслав Карев и Сергей Скачков). Происходит ряд судебных разбирательств Сергея Скачкова с Роспатентом и Владимиром Киселёвым.
Были другие группы, претендующие на название. В 2008 году бывшими участниками группы «Земляне» была организована группа «Orient X-press — Земляне». Название идёт от Orient Express — «Восточный Экспресс», которое дал группе «Земляне» Пьер Карден за экспрессивность при выступлении в его театре в Париже в 1989 году. В неё вошли: Сергей Васильев, Юрий Белов, Юрий Бабенко, вокалист Андрей Храмов. В начале 2010-х группа прекратила существование.
В 2010 году в интернете было распространено «Открытое обращение к Президенту РФ от артистов российской эстрады», в котором Елена и Владимир Пресняковы, Александр Барыкин, Игорь Саруханов, Алексей Глызин, другие участники популярных ВИА 1970—1980-х годов и «Роскосмос» просили «защитить от беззакония и произвола солиста группы „Земляне“ Сергея Скачкова».
По итогу судебных разбирательств 2009—2014 годов, правообладание брендом было сохранено за ООО «Продюсерский центр „Ординар ТВ“».

### Группа Сергея Скачкова при НП ЦДЮТ «Земляне» (2007—2021)
В феврале 2008 года в концертном зале «Мир» (Москва) состоялась концертная презентация сольного альбома Сергея Скачкова «Холод души».
4 ноября 2009 года был представлен совместный альбом Сергея Скачкова и Курта Хауэнштайна — «Земляне & Supermax / Sergey Skachkov & Kurt Hauenstein» (диск из песен группы «Supermax» и песни «Трава у дома» в вокальном исполнении Скачкова и Хауэнштайна, на русском и английском языке).
25 ноября 2009 года состоялся концерт-фестиваль под названием «Эта песня стала Гимном», посвящённый 30-летию написания песни «Трава у дома» с участием многих российских звёзд эстрады, космонавтов и различных общественных деятелей, организованный НП ЦДЮТ «Земляне». На этом концерте, решением «Роскосмоса», песне «Трава у дома» был присвоен официальный общественный статус «Гимна российской космонавтики»!
30 марта 2010 года Сергей Скачков и музыканты НП ЦДЮТ «Земляне» прибыли на космодром Байконур, чтобы спеть перед стартом «Траву у дома». Об этом событии был снят документальный фильм, показанный телеканалом «Ren TV» в День космонавтики 12 апреля 2010 года.
9 мая 2010 года, в качестве хэдлайнеров из России Сергей Скачков и музыканты НП ЦДЮТ «Земляне» выступили в большом концерте в честь празднования 65-летия Дня Победы в Софии (Болгария).
В сентябре 2010 года Сергей Скачков выпускает ню-метал альбом «Символы любви». В поддержку этого альбома был отснят апокалипсический видеоклип на композицию «Твой Delete».

В 2011 году Сергей Скачков и музыканты НП ЦДЮТ «Земляне» выступили на фестивале российской песни «Зелёна-Гура» в Польше.

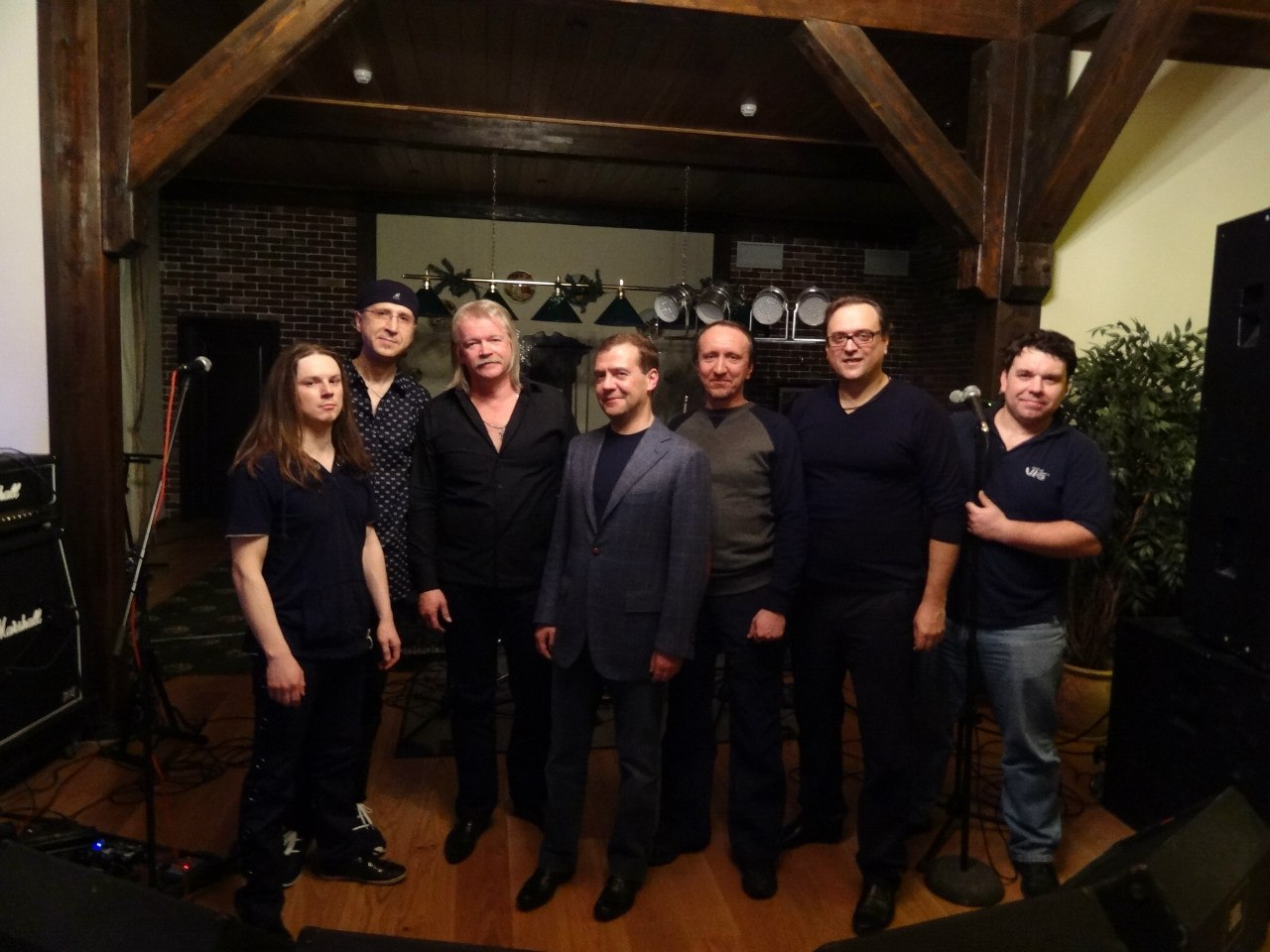
Сергей Скачков и музыканты НП ЦДЮТ «Земляне» с Дмитрием Медведевым. Сочи, 21.01.2012

21 января 2012 года Президент РФ Дмитрий Медведев на неформальной встрече с Сергеем Скачковым и музыкантами НП ЦДЮТ «Земляне» спел «Траву у дома».
К весне 2012 года, в преддверии очередного Дня космонавтики был снят и появился в телеэфирах музыкальных каналов официальный анимационный видеоклип на песню «Трава у дома», которая до того момента не имела официального музыкального видеоклипа от основного её исполнителя — вокалиста Сергея Скачкова. В съёмках приняли участие музыканты НП ЦДЮТ «Земляне».
В июне 2014 года на компакт-диске и в цифровых магазинах появился альбом «Половина пути», в который по словам Сергея Скачкова «вошли многие ранее неизданные песни исполняемые в концертах ещё с 1980-х, а также новые композиции родившиеся в самое последнее время».
18 марта 2016 года в рамках празднования второй годовщины «воссоединения Крыма с Россией» Сергей Скачков и музыканты НП ЦДЮТ «Земляне» дали большой концерт в Севастополе.
В 55-летний День космонавтики 12 апреля 2016 года Сергей Скачков и музыканты НП ЦДЮТ «Земляне» выступили на праздничном мероприятии на месте приземления Юрия Гагарина, на Гагаринском поле под городом Энгельс Саратовской области.
В честь Дня ВМФ России 26 июля 2020 года Сергей Скачков принял участие в концерте на авиабазе «Хмеймим».
В 2021 году некоммерческое партнёрство «Центр детско-юношеского творчества „Земляне“» прекратило существование.
Сергей Скачков со своим коллективом продолжает музыкальную деятельность.

### «Земляне» под руководством Владимира Киселёва (с 2007)
В 2007 году по ряду творческих причин и разногласий пути основателя группы Владимира Киселёва и солиста Сергея Скачкова снова разошлись, в итоге Киселёв заявил свои права на название группы к которой он имел отношение с первых дней её создания, а позже и на бренд «ЗЕМЛЯНЕ», осенью набрал новый состав молодых музыкантов, представив их под прежним названием — «Земляне». Вокалистом и фронтменом группы стал Руслан Щукин (род. 19 марта 1985).
«Земляне» Владимира Киселёва с вокалистом Андреем Храмовым (ранее работавшим в группе (2006—2007) в качестве второго вокалиста и гитариста) в апреле 2009 года совместно с игроками российской национальной команды записали «Гимн болельщиков» сборной России по футболу, а летом дали концерт на Ленинградском вокзале перед отправлением поезда с болельщиками на матч отборочного тура Чемпионата мира по футболу.
Осенью 2010 года вокалистом и фронтменом группы стал Павел Зибров.
10 декабря 2010 на благотворительном концерте «Поверь в мечту», организованном в поддержку российских детей, больных онкологическими и офтальмологическими заболеваниями, который состоялся в Ледовом дворце Санкт-Петербурга, «Земляне» исполнили хит «Трава у дома» вместе с другими гостями этого вечера — мировыми знаменитостями зарубежной музыки и кино, а также с Председателем Правительства РФ Владимиром Путиным. Кадры этого совместного выступления позднее вошли в официальный видеоклип группы на эту песню, появившийся в телеэфирах в 2012 году.
Летом и осенью 2011 года группа принимала участие во Всероссийской антинаркотической акции, выступив в 12 городах России.
В 2012 году Руслан Щукин вернулся в коллектив в качестве вокалиста и фронтмена.
В 2013 году группа выпустила альбом «Лучшее и новое».
Летом 2013 года «Земляне» приняли участие в концертном туре в рамках Всероссийской патриотической акции «Русский рок в поддержку России».
В феврале 2014 года в связи со сложной политической обстановкой и обострением ситуации на Украине, «Земляне» вылетели в Крым. Вместе с музыкантами группы «Русские» и другими артистами ежедневно бесплатно выступали перед жителями Севастополя, Симферополя, Керчи, и в других населённых пунктах, а также на военных кораблях перед моряками российского Черноморского флота. В первых числах сентября они дали серию благотворительных концертов в Белгороде и Ростове-на-Дону, в лагерях для беженцев и переселенцев из Украины. 14 сентября группа выступила на праздновании Дня города в Луганске (ЛНР).
За большие заслуги в развитии отечественной культуры и искусства и многолетнюю плодотворную деятельность, 25 декабря 2014 года в Смольном, губернатор Санкт-Петербурга Георгий Полтавченко вручил музыкантам группы «Земляне» (солисту Руслану Щукину и барабанщику Анатолию Шендерову) государственные награды России — Медали ордена «За заслуги перед Отечеством» 2-й степени.
С 12 по 15 февраля 2016 года «Земляне» снова дали серию благотворительных концертов в городах самопровозглашённых ЛНР и ДНР.
В День Победы 9 мая 2016 года группа приняла участие в акции «Бессмертный полк», выступила с концертом на авиабазе «Хмеймим».

В 2018 году Владимир Киселёв полностью сменил состав группы. Вокалистом и фронтменом «Землян» снова стал Андрей Храмов (род. 4 марта 1973).

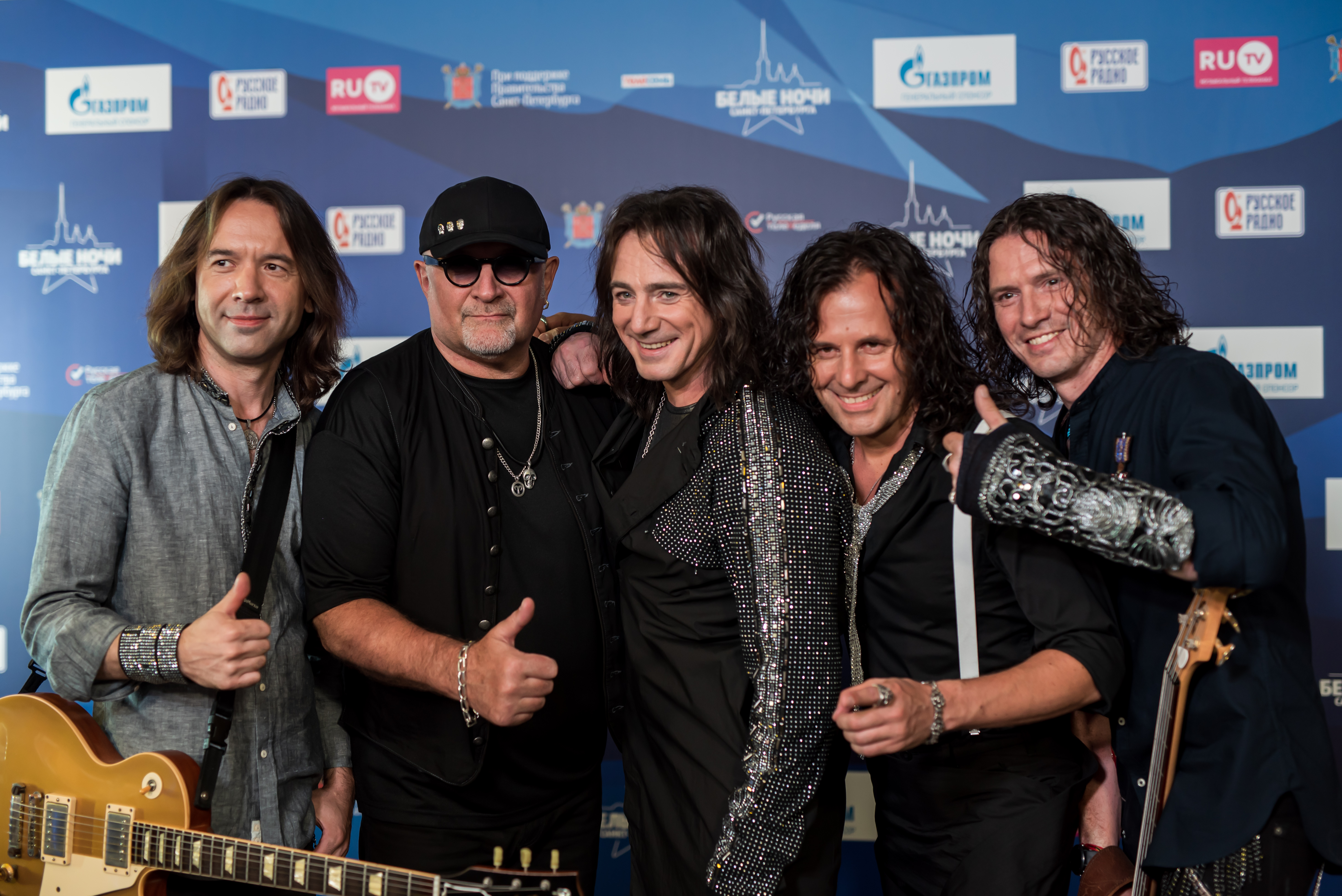
«Земляне» на концерте «Хит на все времена» фестиваля «Белые ночи Санкт-Петербурга — 2021»

В 2019 году правообладателем бренда «ЗЕМЛЯНЕ» стало ООО «Брайт Стар». Генеральный директор — Юрий Киселёв.
В 2021 году один из отцов-основателей «Землян», гитарист Игорь Романов, который в первой половине 1980-х являлся фронтменом группы, вернулся в коллектив. В октябре группа исполнила «Траву у дома» и «Путь домой» в честь возвращения «киноэкипажа» с Международной космической станции. Выступление состоялось на ВДНХ возле ракеты-носителя «Восток».
В январе 2022 года Владимир Киселёв и Игорь Романов анонсировали выход нового альбома группы, однако его выпуск не состоялся.

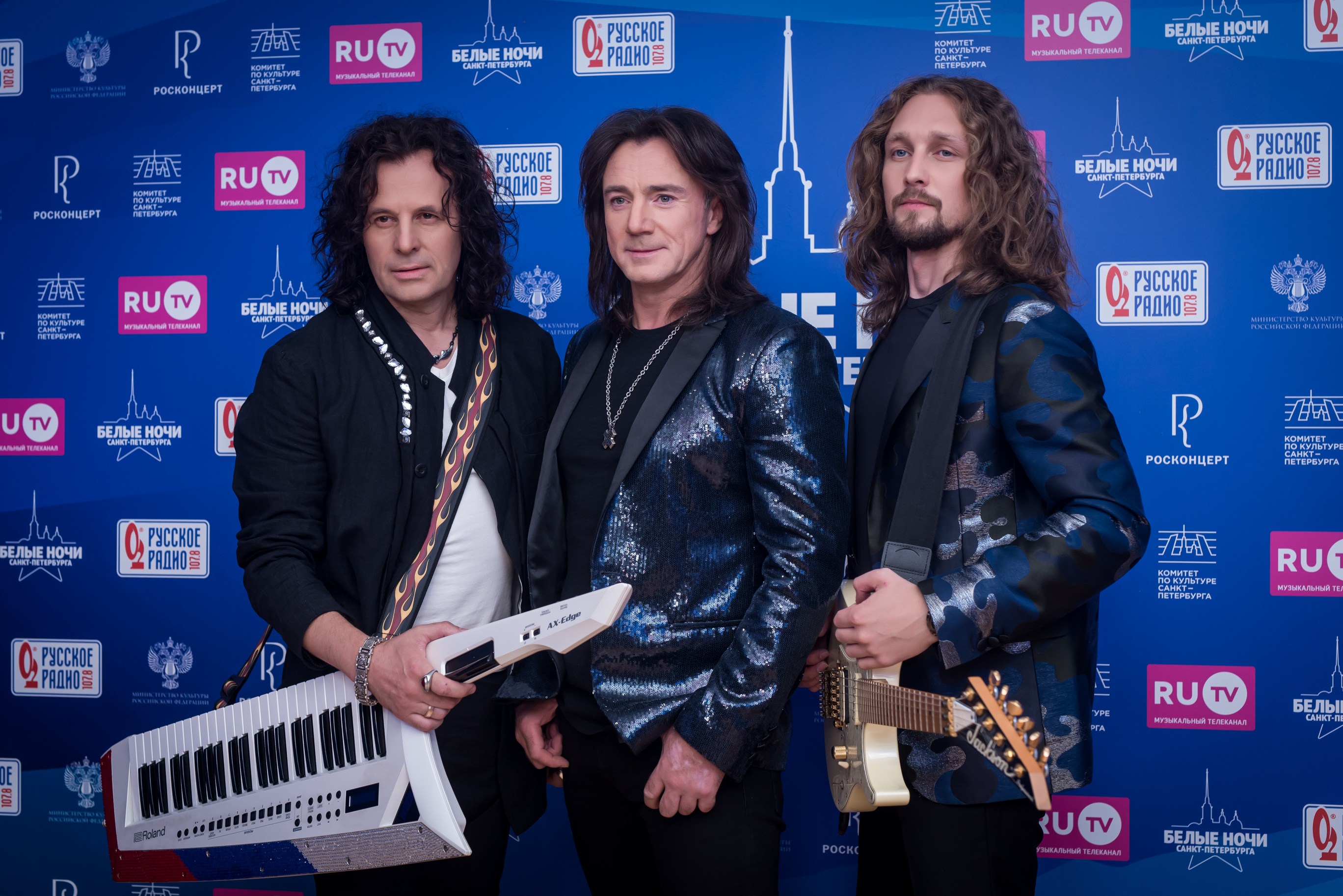
«Земляне» на фестивале «Белые ночи Санкт-Петербурга» (19.07.2023)

Весной-летом 2022 года группа выступила на концертах в поддержку вторжения России на Украину, а 12 июня 2022 года группа приняла участие в концерте в честь Дня России в оккупированном российскими войсками Херсоне.
2 июля 2022 года в Санкт-Петербурге на стадионе «Газпром Арена» состоялся юбилейный концерт группы «Земляне» «Возвращение легенды», посвященный 45-летию коллектива. В концерте приняли участие музыканты первого состава: Владимир Киселёв (барабаны), Игорь Романов (гитара, имитация вокала) и присоединившийся к финальному выступлению Борис Аксёнов (клавишные), а также Андрей Храмов (вокал, гитара), Андрей Дубровин (клавишные) и Игорь Нелин (гитара). Треть песен, исполненных на концерте — кавер-версии песен зарубежных исполнителей.
Осенью 2022 года Игорь Романов покинул группу «Земляне».
В декабре 2024 года Андрей Храмов покинул «Землян». Вокалистом и фронтменом группы «Земляне» стал Никита Балакшин (род. 17 июля 1984), работавший сессионным гитаристом группы в 2013—2024 годах.

## Награды, звания, достижения
- 1982 — Группа года № 2 по версии «Хит-парада „Звуковой дорожки“» газеты «Московский комсомолец»
- 1982 — Лидер-солист группы Сергей Скачков, вошёл в десятку лучших певцов года по версии «Хит-парада „Звуковой дорожки“» газеты «Московский комсомолец»
- 1983 — Лауреат всесоюзного телевизионного фестиваля «Песня-83» (с песней «Трава у дома» в заключительном концерте фестиваля)
- 1983 — Группа года № 3 по версии «Хит-парада „Звуковой дорожки“» газеты «Московский комсомолец»
- 1984 — Группа года № 1 по версии «Хит-парада „Звуковой дорожки“» газеты «Московский комсомолец»
- 1984 — Лауреат всесоюзного телевизионного фестиваля «Песня-84» (с песней «Цепочка» в заключительном концерте фестиваля)
- 1985 — Группа года № 3 по версии «Хит-парада „Звуковой дорожки“» газеты «Московский комсомолец»
- 1986 — Группа года № 4 по версии «Хит-парада „Звуковой дорожки“» газеты «Московский комсомолец»
- 1987 — Первая премия на Международном музыкальном фестивале «Шлягер — 87[нем.]» (г. Дрезден, ГДР)[10]
- 1988 — Участники и лауреаты Международного музыкального фестиваля «Сопот — 88» (г. Сопот, Польша)[11][12]
- 2006 — Лидер-солист группы Сергей Скачков, награждён орденом «За заслуги перед Отечеством» IV степени[83]
- 2009 — Федеральное космическое агентство «Роскосмос» присвоило песне «Трава у дома» официальный общественный статус «Гимна российской космонавтики»[38]
- 2011 — «Звуковая дорожка МК» (известная также как «ZD Awards»)
- 2014 — Солист группы Руслан Щукин и барабанщик Анатолий Шендеров награждены Медалями ордена «За заслуги перед Отечеством» 2-й степени[68][84]
- 2015 — Премия «Золотой граммофон» за вклад в историю отечественной музыки

## Факты
- Ещё в середине 1970-х годов, задолго до громких судебных разбирательств между Сергеем Скачковым и Владимиром Киселёвым за право владеть названием «Земляне», в Ленинграде у обоих были свои группы с одинаковым названием — «Апрель». Но тогда, Киселёв и Скачков лично знакомы не были, и узнав о существовании достаточно популярного уже в городе «Апреля» Киселёва, чтобы избежать путаницы Скачков переименовал свою группу «Апрель» в «Какаду»[85].
- С 1980-х годов до наших дней, среди некоторой части зрительской аудитории бытует распространённое ошибочное мнение, что именно гитарист Игорь Романов являлся лидер-вокалистом группы «Земляне» исполнявшим все основные хиты коллектива, так как его чаще всего показывали солирующим возле микрофона в телевизионных эфирах группы во времена СССР, тогда как на самом деле все фонограммы этих песен были записаны вокалистом и клавишником группы Сергеем Скачковым. Такая ситуация сложилась из-за того, что в 1981 году во время съёмки одного из эфиров на Центральном телевидении СССР, где принимали участие «Земляне», телевизионный редактор, которая была женщиной, настояла на том, чтобы именно Романов стоял впереди в качестве фронтмена и вокалиста, так как по её мнению, он был более эффектен для телеэфира, чем Скачков. В дальнейшем эту идею подхватил и руководитель группы Владимир Киселёв, решив, что вариант с Игорем Романовым в качестве солиста на телеэкране, будет гораздо более привлекательным для потенциальной женской аудитории. При этом, в молодёжной музыкальной прессе того периода, в статьях о «Землянах», Игорь Романов всегда назывался только гитаристом, композитором и аранжировщиком коллектива, а в качестве вокалиста всегда фигурировал именно Сергей Скачков. Также, в различных хит-парадах той эпохи, проводившихся в популярных молодёжных изданиях («Московский комсомолец», ленинградская газета «Смена», и др.) Романов всегда номинировался и фигурировал только как «лучший гитарист». Позднее в своих интервью Владимир Киселёв, Игорь Романов и Сергей Скачков неоднократно рассказывали об этой неоднозначно сложившейся ситуации с введением в заблуждение аудитории телезрителей, но некоторые поклонники Игоря Романова и группы «Земляне» до сих пор считают его исполнителем хитов «Землян»[86][87][88].
- Песня «Каскадёры», одна из самых известных композиций из репертуара группы, была внесена в федеральный список экстремистских материалов решением Дорогомиловского районного суда г. Москвы от 13.09.2010. Речь идёт о кавер-версии в исполнении группы «Коловрат»[89][90][91].
- 31 мая 2020 года, в день первого запуска пилотируемого корабля компании SpaceX, хитом в российском сегменте Интернета стал модифицированный ролик группы «Земляне» с песней «Трава у дома». В рамках его создания была применена технология deepfake: лицо Илона Маска наложили на лицо гитариста и фронтмена «Землян» Игоря Романова[92].

## Состав группы
Современный состав под руководством Владимира Киселёва
- Никита Балакшин — вокал, гитара (2024 — н.в.) (2013—2024 — сессионный музыкант)
- Андрей Дубровин — клавишные (2018 — н.в.) (2007—2016 — сессионный музыкант)
- Игорь Нелин — гитара (2018—2019, 2021 — н.в.)
- Никита Минеев — бас-гитара (2023 — н.в.)
- Александр Ветхов — барабаны (2024 — н.в.)

Музыканты НП ЦДЮТ «Земляне» Сергея Скачкова (2007—2025):
- Сергей Скачков — вокал (2007—2025)
- Геннадий Мартов — гитара (2007—2012)
- Борис Долгих — клавишные (2007—2009)
- Олег Ховрин — барабаны (2007—2013)
- Сергей Павлик — бас-гитара (2007—2008)
- Махач Мухайдинов — бас-гитара (2008—2011)
- Андрей Смирнов — гитара (2009—2013)
- Андрей Исмагилов — клавишник (2009—2014)
- Дмитрий Рыбалов — бас-гитара (2011—2012)
- Дмитрий Белоусов — бас-гитара (2012—2013)
- Сергей Серебренников — барабаны (2012, 2013—2025)
- Сергей Колчин — гитара (2012—2017)
- Виктор Левченко — бас-гитара (2014—2025)
- Александр Дедешко — гитара (2018—2025)

Музыканты прошлых составов (до 2007 года):
- Владимир Киселёв — барабаны (1978—1988, 2006, 2021—2022)
- Игорь Романов — гитара (1978—1979, 1980—1985, 2021—2022)
- Борис Аксёнов — бас-гитара, гитара, клавишник (1978—1980; 1982—1987)
- Павел Борисов — бас-гитара (1978—1979)
- Игорь Дембовский — вокал (1978—1979)
- Николай Кудрявцев — вокал (1978—1979)
- Виктор Кудрявцев — бас-гитара, вокал (1978—1982)
- Юрий Старченко — клавишник (1978—1979)
- Вероника Степанова — вокал (1978—1980)
- Юрий Ильченко — вокал, гитара (1979—1980)
- Геннадий Барихновский — бас-гитара (1979)
- Александр Титов — бас-гитара (1979—1981)
- Юрий Дмитриенко — клавишник (1979—1984)
- Сергей Скачков — вокал, клавишные (1980—1992, 1994—2007)
- Михаил Кошелев — вокал (1982)
- Андрей Круглов — барабаны (1981—1984)
- Сергей Васильев — гитара, бас-гитара (1982—1992; 2004—2007)
- Александр Донских — вокал, клавишник (1983—1986)
- Иван Ковалев — бас-гитара (1985—1986)
- Валерий Брусиловский — барабаны (1984—1985)
- Анатолий Лобачёв — клавишник, гитара (1985—1987)
- Георгий Тонкилиди — барабаны (1986—1992)
- Юрий Бабенко — гитара, бас-гитара (1986—1992)
- Юрий Жучков — вокал (1986—1992)
- Александр Кривцов[англ.] — бас-гитара (1987—1991)
- Валерий Горшеничев — вокал (1990—1992)
- Вячеслав Махренский — гитара (1990—1992)
- Владимир Ушаков — барабаны (1990—1992)
- Юрий Левачев — бас-гитара (1990—1992; 1994—2004)
- Борис Долгих — клавишник, барабаны (1990—1991, 2004—2007)
- Геннадий Мартов — гитара (1991—1992, 1994—2007)
- Михаил Иванов — клавишник (1995—1997)
- Леонид Хайкин — барабаны (1995—1998)
- Владимир Роздин — барабаны (1997—1999)
- Анатолий Шендеров — барабаны (1999—2005)
- Александр Дронов — клавишник (1998—2003)
- Святослав Куликов — клавишник (2003—2004)
- Юрий Белов — бас-гитара (2004—2005)
- Алексей Балабанов — бас-гитара (2005—2007)
- Андрей Храмов — вокал, гитара (2006—2007)
- Олег Ховрин — барабаны (2006—2007)

## Песни

### ОЗемле
- 1981 — «Прости, Земля» (В. Добрынин — Л. Дербенёв)
- 1983 — «Трава у дома» («Земля в иллюминаторе») (В. Мигуля — А. Поперечный)
- 198? — «Земные костры» (И. Романов — И. Шаферан)
- 1985 — «Когда заходит солнце на Земле» (И. Романов — Н. Денисов)
- 1985 — «День рождения Земли» (В. Киселёв, C. Скачков — Л. Дербенёв)
- 1987 — «Стон Земли» (С. Васильев — С. Михалков)
- 1990 — «По закону Земли»
- 2013 — «Глобус» (А. Захорова, В. Трушин — В. Трушин, В. Киселёв)

### Кавер-версии
- 1982 — «Крепче держись в седле» (кавер песни австралийской группы AC/DC «Whole Lotta Rosie» (1977))
- 2004 — «Благовест» (рус. текст С. Трофимова) (кавер песни российского музыканта Николая Носкова «Mother Russia» (1995))
- 2005 — «Что тебе ещё дать» («Холодно») (кавер песни польского музыканта Тадеуша Налепы «Co mogę jeszcze dać» (1999))
- 2005 — «Эй, страна!» (С. Скачков — В. Попков, В. Трушин) (гитарные партии взяты из песни американской певицы и гитаристки Литы Форд «Back To The Cave» (1988))
- 2006 — «Борсалино» (рус. текст В. Киселёва) (кавер песни Сэмми Майкла «My Name Is Sammy» (1992))
- 2012 — «Мама» (рус. текст Р. Щукина, C. Чернышёвой) (кавер песни шведской группы Talisman «A Life» (1995))
- 2018 — «Боже» (рус. текст В. Киселёва) (кавер песни македонского певца Тоше Проески «Боже, Чувај Ја Од Зло» (2007))
- 2020 — «Эй, Шнур!» (рус. текст А. Вилинского) (кавер песни американского певца Брайана Адамса «Hey Elvis» (1996))

## Дискография
Полная дискография официальных релизов (SP, EP, LP, MC, CD, CD’Mp3, VHS, DVD) и магнитоальбомов
В советское время появился только один альбом группы «Земляне» — «День рождения Земли» (1987, MC, LP). Он выпущен официальной советской фирмой грамзаписи «Мелодия» в формате диска-гиганта на грампластинке.
- 1979 — «Красный конь» / SP, ВФГ «Мелодия»
- 1980 — Владимир Мигуля & группа «Земляне» / LP, ВФГ «Мелодия»
- 1981/82 — «Концертная программа, Live 1981—1982» / Магнитоальбом, кассета
- 1981 — «Земляне 81 — Садовое кольцо» / Магнитоальбом, кассета
- 1982 — «Земляне 82» / Магнитоальбом, кассета
- 1982 — «Концерт в Харькове, 1982» / Магнитоальбом, кассета
- 1982 — «Концерт в Кургане, 05.12.1982» / Магнитоальбом, кассета
- 1982 — «Концерт в ЛДМ, Ленинград, март 1982» / Магнитоальбом, кассета
- 1982 — «Карате» / EP, ВФГ «Мелодия»
- 1982 — «Земляне»: «Каскадеры» & «Перекрёсток» / SP, Журнал «Кругозор» № 7 (11)
- 1983 — «Каскадеры» / EP, ВФГ «Мелодия»
- 1983 — «Дельтаплан» / EP, ВФГ «Мелодия»
- 1983 — «Крепче держись, сынок» / Магнитоальбом, кассета
- 1983 — «Концерт в летнем кинотеатре парка, г. Ровеньки, 1983» / Магнитоальбом, кассета
- 1984 — «Путь домой» / Магнитоальбом, кассета
- 1984 — «Земляне»: «Трава у дома» / SP, Журнал «Кругозор» № 2 (9)
- 1984/85 — «Ау, Лабиринт» / Магнитоальбом, кассета
- 1985 — «Концерт в СКК им. Ленина, Ленинград, 20.02.85» / Магнитоальбом, кассета
- 1985 — «Земляне»: «Путь домой» & «Крынка молока» / SP, Журнал «Кругозор» № 6 (12)
- 1986 — «Путь домой» / SP, ВФГ «Мелодия»
- 1986 — «Удача» / SP, ВФГ «Мелодия»
- 1987 — «Радость и печаль» / Магнитоальбом, кассета
- 1987 — «День рождения Земли» / MC, LP, ВФГ «Мелодия»
- 1987 — «Дымкою Мая» / EP, ВФГ «Мелодия»
- 1988/90 — «По закону Земли» / Магнитоальбом, кассета
- 1988/90 — «Мужчины…» / Магнитоальбом, кассета
- 1989/92 — «Русские, русские, русские… Завтра уже началось…» (С. Скачков) / Магнитоальбом, кассета
- 1989/92 — «Сладкая игра» («Восточный Экспресс») / Магнитоальбом, кассета
- 1994 — «Лучшие хиты» best / 2CD, «NP.Records»
- 1995 — «Трава у дома» best / CD, MC, «ZeKo Records», цифровая дистрибуция
- 1995 — «Мы — люди» best / CD, МС, «ZeKo Records», цифровая дистрибуция
- 1998 — «Лучшие песни» (remake) / MC,CD, «CD-MediaRecords / ZeKo Records», цифровая дистрибуция
- 2000 — «SOS» (С. Скачков) / CD, МС, «ZeKo Records», цифровая дистрибуция
- 2002 — «Grand Collection» / CD, МС, «Квадро Диск»
- 2003 — «Энциклопедия российского рока» / CD, «Grand Records»
- 2003 — «Лучшие песни» / CD, МС, «Мистерия Звука»
- 2008 — «Холод души» (С. Скачков) / CD, «Navigator Records», цифровая дистрибуция
- 2008 — «ВИА ЗЕМЛЯНЕ» / CD, ВФГ «Мелодия»
- 2008 — «Концерт-презентация сольного альбома „Холод души“, ККЗ „Мир“ 02.02.2008» (С. Скачков) / 2CD, 2DVD, «GMC», цифровая дистрибуция
- 2009 — «Земляне & Supermax / Сергей Скачков & Kurt Hauenstein» / CD, «НП.ЦДЮТ ЗЕМЛЯНЕ / Союз», цифровая дистрибуция
- 2010 — «Символы любви» (С. Скачков) / CD, «НП.ЦДЮТ.ЗЕМЛЯНЕ / CD’Maximum», цифровая дистрибуция
- 2013 — «Лучшее и новое» ℗ 2013 / CD, «Союз»
- 2014 — «Половина пути» (С. Скачков) / CD, «ООО ПЦ Сергея Скачкова / ООО М2», цифровая дистрибуция
- 2016 — «Всё победит любовь. Гимн Паралимпийской сборной России» «GMC», цифровая дистрибуция
- 2016 — «Избранное и неизданное» «WMA», цифровая дистрибуция
- 2019 — «Live» «Bright Star», цифровая дистрибуция
- 2019 — «Одиночество» «Bright Star», цифровая дистрибуция
- 2019 — «Боже» «Bright Star», цифровая дистрибуция
- 2019 — «Глобус» «Bright Star», цифровая дистрибуция
- 2020 — «Борсалино» «Bright Star», цифровая дистрибуция
- 2020 — «Трава у дома (feat. Земляне) / Дима Билан, Земляне» «Archer», цифровая дистрибуция
- 2020 — «Эй, Шнур!» «Bright Star», цифровая дистрибуция
- 2024 — «Мама» «Rocket Records», цифровая дистрибуция
- 2025 — «Трава у дома / DJ DimixeR, Земляне» «dFm», цифровая дистрибуция

## Фильмография
- 1979 — «А я иду» (музыкальный фильм-концерт), Лентелефильм, СССР.[99]
- 1983 — «Времена года. Четыре интервью с зимой» (музыкальный фильм-концерт), ТО «Экран» Гостелерадио СССР.[100]
- 1984 — «Ритмы эстрады» (музыкальный фильм-концерт), Лентелефильм, СССР.[101]
- 1986 — «Все клоуны» (документально-музыкальный фильм-концерт), ЦТ СССР.
- 2010 — «Земля в иллюминаторе» (документальный фильм), телеканал «Ren TV», Россия.
- 2016 — «Песня с историей: „Трава у дома“» (документальный фильм), телеканал «Москва Доверие», Россия.[102]
- 2017 — «Легенды музыки. Группа „Земляне“» (документальный фильм), телеканал «Звезда», Россия.[88]
- 2022/2023 — «Возвращение легенды» (фильм-концерт), телеканал НТВ, Россия[103].